# Marc Silvestri
Marc Silvestri (Palm Beach, 29 marzo 1959) è un fumettista e editore statunitense.
Attualmente è amministratore delegato della Top Cow.

## Carriera
Silvestri ha esordito disegnando albi per la DC Comics e la First Comics, ma emerse come talento alla Marvel Comics, in particolare come disegnatore di Uncanny X-men tra il 1987 e il 1990. In seguito lavorò per due anni per lo spin-off Wolverine.
Nel 1992, Silvestri divenne uno dei sette artisti - con Jim Lee, Whilce Portacio, Rob Liefeld, Erik Larsen, Todd McFarlane e Jim Valentino - che ruppero con le grandi case editrici e fondarono la Image Comics. La scuderia di titoli di Silvestri esordì con Cyberforce, sotto l'etichetta Top Cow. Le esigenze del ruolo di editore comportarono una drastica riduzione del tempo impiegato sul tavolo da disegno. Molte delle storie di Silvestr furono sceneggiate da suo fratello Eric.
Dispute tra i fondatori della Image portarono a un suo temporaneo abbandono della casa editrice nel 1996; dopo la rottura tra Rob Liefeld e la Image, Silvestri rientrò nella compagnia.
Sotto la sua egida, la Top Cow pubblica ancora oggi titoli di successo come Witchblade, Darkness e Fathom.
Nel 2004 Silvestri fece un fugace ritorno alla Marvel per disegnare alcuni episodi degli X-men sceneggiati da Grant Morrison e alcune copertine. Nello stesso anno lanciò una nuova testata per la Top Cow, Hunter-Killer, scritta da Mark Waid.
Nel giugno 2006 la Top Cow pubblicò un Cyberforce #0 con i disegni di Silvestri.
Alla fine del 2007 disegnò un albo di X-men: Messiah Complex e numerose cover dell'omonimo crossover. In seguito ha continuato a collaborare per il marchio.
Silvestri è stato produttore esecutivo dell'anime tratto da Witchblade.
Nel 2009 ha contribuito all'evento celebrativo Image United, in cui ebbe l'occasione di disegnare tutti i personaggi da lui creati per la Image.
Nel novembre 2022, DC Comics ha pubblicato la miniserie "Batman & The Joker: The Deadly Duo (Batman e Joker: Il Duo Mortale)", di cui è sceneggiatore e disegnatore.